# Flughafen Le Bourget

i7
i11
i13
Der Flughafen Paris-Le Bourget (Aéroport de Paris-Le Bourget, IATA-Code: LBG, ICAO-Code: LFPB) ist ein Flughafen in Le Bourget nahe Paris, der heute für Geschäftsflugverkehr und Flugshows genutzt wird.

## Geschichte
Der Flughafen wurde 1919 für den kommerziellen Luftverkehr in Betrieb genommen und war bis zur Fertigstellung des Flughafens Orly der einzige Pariser Flughafen. Bereits 1919 wurden durch Aircraft Transport & Travel Flüge von London nach Paris durchgeführt. Er wurde durch die Landung von Charles Lindbergh nach dessen historischer Atlantiküberquerung (im Alleinflug ohne Zwischenlandung) im Jahr 1927 berühmt.
Im Zweiten Weltkrieg besetzte ihn die Luftwaffe der deutschen Wehrmacht, von der unter anderem folgende aktive Einheiten (ohne Schul- und Ergänzungsverbände) hier zwischen 1940 und 1944 stationiert waren
| Von          | Bis         | Einheit                                            | Ausrüstung                                    |
| ------------ | ----------- | -------------------------------------------------- | --------------------------------------------- |
| Juni 1940    | Juli 1940   | III./KG 54 (III. Gruppe des Kampfgeschwaders 54)   | Heinkel He 111P                               |
| Januar 1941  | Januar 1941 | I./StG 77 (I. Gruppe des Sturzkampfgeschwaders 77) | Junkers Ju 87B                                |
| Februar 1941 | Juli 1941   | III./KG 26 (III. Gruppe des Kampfgeschwaders 26)   | Heinkel He 111H                               |
| Juni 1942    | Juli 1942   | 10./JG 26 (10. Staffel des Jagdgeschwaders 26)     | Messerschmitt Bf 109F-4, Focke-Wulf Fw 190A-2 |
| Mai 1944     | Juni 1944   | IV. TG 4 (IV. Gruppe des Transportgeschwaders 4)   | Lioré & Olivier LeO 451                       |
| August 1944  | August 1944 | II./KG 53                                          | Heinkel He 111H-20                            |

Nach der Besetzung durch die Alliierten am 29. August 1944 wurde der Flugplatz von den Alliierten als Advanced Landing Ground ALG A-54 bezeichnet.
Am 16. Juni 1961 setzte sich am Flughafen Paris-Le Bourget der bekannte Tänzer Rudolf Nurejew vom sowjetischen Kirow-Ballett ab und ersuchte um politisches Asyl.
In den 1960er-Jahren errichtete die Fluggesellschaft Union de Transports Aériens umfangreiche Werfteinrichtungen (UTA Industries), in denen Anfang der 1980er-Jahre unter anderem auch zwei Flugzeuge des Typs Super Guppy gefertigt wurden.
Seit 1977 wird der Flughafen Paris-Le Bourget nicht mehr für den internationalen Flugverkehr genutzt, 1980 wurden auch die Inlandsflüge dort eingestellt, so dass er jetzt nur noch vom Geschäftsflugverkehr genutzt wird.
Während des Concorde-Unfalls am 25. Juli 2000 strebten die Piloten nach dem Start wohl eine Notlandung in Paris-Le Bourget an, was jedoch nicht mehr gelang.

## Nutzung
Beim Flughafen befindet sich auch das französische Museum für die Luftfahrt und den Weltraum (Musée de l’air et de l’espace); außerdem findet seit 1953 in jedem zweiten Jahr die Pariser Luftfahrtschau (französisch: Salon International de l’Aéronautique et de l’Espace) statt. Auf dem Flughafengelände ist auch die französische Untersuchungsbehörde für Flugunfälle, das Bureau d’Enquêtes et d’Analyses pour la sécurité de l’aviation civile (BEA), beheimatet.

## Zwischenfälle
- Am 18. Januar 1945 stürzte eine Douglas DC-3/C-47B-5-DK der United States Army Air Forces (USAAF) (Luftfahrzeugkennzeichen 43-48611) 16 Kilometer nordöstlich des Flughafens Paris-Le Bourget ab. Mindestens einer der Insassen kam ums Leben.[6]

- Am 18. Mai 1945 wurde eine Douglas DC-3/C-53D der United States Army Air Forces (USAAF) (42-68843) bei einem Rollunfall auf dem Flughafen Paris-Le Bourget irreparabel beschädigt. Über Personenschäden ist nichts bekannt.[7]

- Am 10. September 1945 wurde eine Amiot AAC.1 (Junkers Ju 52) der Air France (F-BAJP) auf dem Flughafen Paris-Le Bourget aus nicht bekannten Gründen  irreparabel beschädigt. Über Personenschäden ist nichts bekannt.[8]

- Am 10. November 1945 wurde eine Amiot AAC.1 (Junkers Ju 52) der Air France (F-BANO) auf dem Flughafen Paris-Le Bourget aus nicht bekannten Gründen  irreparabel beschädigt. Über Personenschäden ist nichts bekannt.[9]

- Am 8. August 1946 wurde eine Amiot AAC.1 (Junkers Ju 52) der Air France (F-BAJT) auf dem Flughafen Paris-Le Bourget aus unbekannten Gründen irreparabel beschädigt. Über Personenschäden ist nichts bekannt.[10]

- Am 4. September 1946 stürzte eine Douglas DC-3A der Air France (F-BAXD) nach dem Start vom  Flughafen Paris-Le Bourget wenige Kilometer entfernt in eine Fabrik im Ort Le Blanc-Mesnil. Von den 26 Insassen kamen 4 Besatzungsmitglieder und 15 Passagiere sowie eine Person am Boden ums Leben.[11][12]

- Am 24. Dezember 1946 wurde eine Douglas DC-3/C-47A-70-DL der tschechoslowakischen CSA (OK-WDD) bei einer Notlandung nahe dem Flughafen Paris-Le Bourget irreparabel beschädigt. Alle 15 Insassen, fünf Besatzungsmitglieder und 10 Passagiere, überlebten den Unfall.[13]

- Am 5. März 1947 wurde eine Amiot AAC.1 (Junkers Ju 52) der Air France (F-BAKP) auf dem Flughafen Paris-Le Bourget aus unbekannten Gründen irreparabel beschädigt. Über Personenschäden ist nichts bekannt.[14]

- Am 6. Januar 1948 kollidierte eine Douglas DC-3D der Air France (F-BAXC) nahe Gonesse (Département Val-d’Oise) im Anflug auf den Flughafen Paris-Le Bourget mit Bäumen und stürzte etwa 1,5 Kilometer vor dem Ziel ab. Beitragende Faktoren waren Pilotenfehler und schlechtes Wetter. Alle 16 Insassen, fünf Besatzungsmitglieder und 11 Passagiere, wurden getötet.[15]

- Am 26. Januar 1948 stürzte eine Sud-Est SE.161 Languedoc (F-BCUC) der Air France auf einem Trainingsflug etwa 8 km südlich des Flughafens Paris-Le Bourget in eine Möbelfabrik im Pariser Vorort Romainville. Alle 9 Besatzungsmitglieder wurden getötet, zwei Fabrikarbeiter verletzt.[16]

- Am 20. Mai 1948 kam es zur Bruchlandung einer Handley Page Halifax C.VIII der Transports Aériens Intercontinentaux (TAI) (F-BCJT) auf dem Flughafen Paris-Le Bourget. Die dreiköpfige Besatzung überlebte ohne Verletzungen. Das auf die Gesellschaft Société Auxiliaire de Navigation Aérienne (SANA) registrierte Flugzeug wurde jedoch irreparabel beschädigt.[17][18]

- Am 18. Dezember 1949 stürzte eine Douglas DC-3/C-47A-60-DL der belgischen Sabena (OO-AUQ) kurz nach dem Start vom Flughafen Paris-Le Bourget vier Kilometer südöstlich davon nahe Aulnay-sous-Bois ab, nachdem die rechte Tragfläche abgebrochen war. Alle acht Insassen starben.[19][20]

- Am 11. August 1951 brach nahe Moisville eine Douglas DC-3D der Air France (Kennzeichen F-BAXB) auf einem Testflug vom Flughafen Paris-Le Bourget aus in der Luft auseinander. Alle fünf Crewmitglieder starben.[21][22]

- Am 7. April 1952 kam eine Sud-Est SE.161/P7 Languedoc der Air France (F-BATB) beim Start auf dem Flughafen Paris-Le Bourget von der Startbahn ab und wurde irreparabel beschädigt. Alle 23 Insassen, fünf Besatzungsmitglieder und 18 Passagiere, überlebten den Unfall.[23]

- Am 7. April 1953 wurde eine Sud-Ouest S.O.30P Bretagne der Air Maroc (F-BEHA) auf dem Flughafen Paris-Le Bourget irreparabel beschädigt. Über Personenschäden ist nichts bekannt.[24]

- Am 12. August 1953 platzte an einer Vickers Viking 1B der British European Airways (BEA) (G-AIVG) beim Start vom Flughafen Paris-Le Bourget ein Reifen. Die Piloten kehrten zurück und machten eine geplante Bauchlandung. Dabei wurde das Flugzeug irreparabel beschädigt. Alle 34 Insassen, die vier Besatzungsmitglieder und 30 Passagiere, überlebten den Unfall.[25]

- Am 3. Juni 1961 stürzte ein Bomber des Typs Convair B-58 Hustler der US Air Force bei Kunstflugfiguren aus niedrigster Höhe ab (Kennzeichen 59-2451). Alle drei Besatzungsmitglieder kamen ums Leben.[26][27]

- Am 15. Juni 1965 schlug ein weiterer Bomber des Typs Convair B-58 Hustler der US Air Force (Kennzeichen 59-2443) beim Versuch einer Landung über dem höchstzulässigen Landegewicht vor der Landebahn auf. Der Pilot wurde getötet, das Flugzeug zerstört.[28]

- Am 3. Juni 1973 kam es zum Absturz der Tupolew Tu-144S während der Flugschau auf den Pariser Vorort Goussainville. Dabei wurden alle 6 an Bord befindlichen Personen und weitere 8 Personen am Boden getötet. Kurz vor dem Absturz ging die Maschine aus bis heute ungeklärter Ursache in einen starken Sturzflug über. Durch den Versuch der Piloten, den Sturzflug abzufangen, wurde die Struktur überlastet und das Flugzeug zerbrach in geringer Höhe.[29]

- Am 3. Juni 1977 kam es während der Flugschau zu einem Absturz, als der Pilot einer Fairchild-Republic A-10  (Kennzeichen 75-0294) mit dem Flugzeug drei Loopings hintereinander flog. Dabei verlor das Flugzeug zu stark an Höhe. Der Pilot versuchte noch, das Flugzeug abzufangen, jedoch berührte das Heck den Boden. Rettungskräfte konnten den Piloten schnell retten, allerdings starb er auf dem Weg ins Krankenhaus.[30]